# 小行星5697
小行星5697（5697 Arrhenius）是一颗绕太阳运转的小行星，为主小行星带小行星。该小行星于1960年9月24日发现。

## 轨道参数
小行星5697的轨道半长轴为3.1465756 UA，离心率为0.063。